# Nectopsyche multilineata
Nectopsyche multilineata är en nattsländeart som beskrevs av Oliver S. Flint Jr. 1983. Nectopsyche multilineata ingår i släktet Nectopsyche och familjen långhornssländor. Inga underarter finns listade i Catalogue of Life.